# IC 342
IC 342 또는 콜드웰 5는 기린자리에 있는 중간나선은하이다. 이 은하는 은하적도 가까이에 위치해 있기 때문에 은하수에 의한 먼지 차폐가 심하다. 그래서 먼지 차폐만 아니었다면 쌍안경으로도 쉽게 볼 수 있는 천체였겠지만 천문학자들이 관측하기 어려운 천체이다. 또한 은하수의 먼지 차폐로 인해 정밀한 거리 측정이 어렵다. 최근의 추정 거리는 약 700만 광년에서 약 1,100만 광년 범위에 이른다.

## 발견 및 역사
IC 342는 국부 은하군에서 가장 가까운 은하군인 IC 342/마페이 은하군에서 가장 밝은 은하 둘 중 하나이다. 이 은하는 1895년 윌리엄 프레드릭 데닝에 의해 발견되었다. 에드윈 허블은 최초로 이 은하가 국부 은하군의 일원일 것이라 생각했었지만, 나중의 연구에 의해 국부 은하군 바깥에 있는 은하임이 밝혀졌다.
1935년에 할로 섀플리는 IC 342가 겉보기 크기(각크기)로 치면 보름달보다도 큰 안드로메다자리 은하(M31)나 삼각형자리 은하(M33)보다는 작지만, 지금까지 알려진 은하 중 세번째로 거대한 은하라고 언급하였다. 현대의 측정값은 보름달의 겉보기 지름의 절반에서 3분의 2 정도로 더 작다.

## 은하핵 종류
H II 은하핵을 가지고 있다.

## 같이 보기
- 불꽃놀이 은하